# Этура, Марта
Ма́рта Эту́ра Паленсуэла (исп. Marta Etura Palenzuela; род. 28 октября 1978, Сан-Себастьян, Испания) — испанская актриса кино и телевидения.

## Биография
Дочь декоратора и предпринимателя, родилась в Сан-Себастьяне 28 октября 1978 года. С детства мечтала стать актрисой. В 17 лет приехала в Мадрид и поступила в школу Кристины Роты. На жизнь зарабатывала официанткой и снималась в видеорекламе.
В 2010 году Этура получила свою первую премию «Гойя» за лучшую женскую роль второго плана в фильме «Камера 211».

## Фильмография
| Год  |   | Русское название       | Оригинальное название      | Роль                    |
| ---- | - | ---------------------- | -------------------------- | ----------------------- |
| 2001 | ф | Без стыда              | Sin vergüenza              | Белен                   |
| 2002 | ф | Дон Кихот              | El caballero Don Quijote   | Дульсинея               |
| 2002 | ф | Когда часы пробили 13  | Trece campanadas           | Мария                   |
| 2002 | ф | Ничья жизнь            | La Vida de nadie           | Rosana                  |
| 2003 | ф |                        | Mariposas de fuego         | Julia                   |
| 2004 | ф | Все еще впереди        | La vida que te espera      | Валь                    |
| 2004 | ф | Есть повод!            | ¡Hay motivo!               |                         |
| 2004 | ф | Холодное зимнее солнце | Frío sol de invierno       | Мимо                    |
| 2004 | ф |                        | Entre vivir y soñar        | Ана в молодости         |
| 2005 | ф | Чтобы не забыть        | Para que no me olvides     | Клара                   |
| 2005 | с | Водяные ветры          | Vientos de agua            | Ана                     |
| 2006 | ф |                        | Remake                     | Лаура                   |
| 2006 | ф | Тёмносинийпочтичёрный  | Azuloscurocasinegro        | Паула                   |
| 2007 | ф |                        | Casual Day                 | Инес                    |
| 2007 | ф | 13 роз                 | Las 13 rosas               | Virtudes                |
| 2007 | ф |                        | Taxi?                      |                         |
| 2008 | ф | Южная пустыня          | Desierto sur               | София                   |
| 2009 | ф | 7 минут                | Siete minutos              | Nerea                   |
| 2009 | ф | Чёрные цветы           | Flores negras              | Elena / Natascha        |
| 2009 | ф | Камера 211             | Celda 211                  | Elena                   |
| 2011 | ф | Ева                    | Eva                        | Lana                    |
| 2011 | ф | Крепкий сон            | Mientras duermes           | Clara                   |
| 2012 | ф | Невозможное            | Lo imposible               | Симона                  |
| 2013 | ф | Эпидемия               | Los últimos días           | Julia                   |
| 2016 | ф | Человек с тысячью лиц  | El hombre de las mil caras | Ньевес Фернандес Пуэрто |

## Роли в театре
- 2007 — исп. Despertares y celebraciones
- 2008 — «Гамлет»

## Награды
- Shooting Stars Award 2006 European Film Promotion

### Премия «Гойя»
| Год  | Категория                         | Фильм                 | Результат    |
| ---- | --------------------------------- | --------------------- | ------------ |
| 2009 | Лучшая женская роль второго плана | Камера 211            | Победитель   |
| 2006 | Лучшая женская роль               | Тёмносинийпочтичёрный | Номинирована |
| 2005 | Лучшая женская роль второго плана | Чтобы не забыть       | Номинирована |
| 2002 | Лучший женский актёрский дебют    | Ничья жизнь           | Номинирована |